# Polia kowatschevi
Polia kowatschevi là một loài bướm đêm trong họ Noctuidae.